# Yōsuke Isozaki

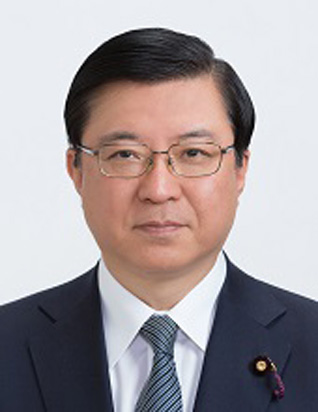
Yōsuke Isozaki, 2017

Yōsuke Isozaki (jap. 礒崎 陽輔 Isozaki Yōsuke; * 9. Oktober 1957) ist ein japanischer Politiker der Liberaldemokratischen Partei und Mitglied des Oberhauses (Sangiin) des japanischen Parlaments (Kokkai). Der aus Ōita, Präfektur Ōita, stammende Politiker trat nach seinem Abschluss an der Universität Tokio 1982 in das Innenministerium ein. Nach seinem Ausscheiden aus dem Ministerium im Jahr 2006 wurde er 2007 zum ersten Mal in die Abgeordnetenkammer gewählt. Er gehört der revisionistischen Lobby Nippon Kaigi an.